# Rosłonki (województwo zachodniopomorskie)
Rosłonki – osada w Polsce położona w województwie zachodniopomorskim, w powiecie szczecineckim, w gminie Biały Bór.
W latach 1975–1998 wieś należała do woj. koszalińskiego.
Wskazówka: występuje również wariant nazewniczy Rosłąki.